# Ластовецький Анатолій Олексійович
Анатолій Олексійович Ластовецький (нар. 7 лютого 1938, Баратівка — пом. 27 травня 1979, Миколаїв) — український радянський поет.

## Життєпис
Успішно закінчив школу, вчився у Миколаєві, здобув фах фельдшера і працював у своєму селі.
Мав потяг до літератури, ще в юнацькі роки віршував, згодом його творами друкувалися у місцевій та республіканській пресі.
Писав дитячі вірші, їх залюбки друкували дитячі журнали (приміром, журнал «Барвінок»).
1979 року знаний поет, з невідомих причин, покінчив життя самогубством.
Посмертною епітафією для поета став вихід у світ книжки його поезій в одеському видавництві «Маяк» 1981 року — «Голосом любові».
При житті вийшли збірки «Жбан роботи» та «Жбан цілющих турбот».